# Rick Glassman
Rick Glassman, né le 23 juillet 1984, est un acteur et maquilleur américain.

## Vie privée
Rick Glassman a été en couple avec Torrey DeVitto début 2015 à février 2016.

## Filmographie

### Cinéma
- 2018 : Une drôle de fin de David Wain : Harold Ramis
- 2023 : Old Dads de Bill Burr

### Télévision
- 2014-2016 : Undateable : Burski
- 2014 : RIP : Fauchés et sans repos (Deadbeat) : commentateur sportif (1 épisode)
- 2015 : Barely Famous (en) (1 épisode)
- 2015 : The Comedians (en) : Clifford (2 épisodes)
- 2015 : The Sixth Lead (websérie dérivée d’Undateable)
- 2018 : Nobodies (en) : Dave (4 épisodes)
- 2018 : Alone Together : Derek (1 épisode)
- 2022 : As We See It : Jack
- 2023 : Not Dead Yet : Edward

## Nominations et récompenses
- 2016 : Meilleur court-métrage et prix du public pour The Sixth Lead[1].